# PSR B1913+16
PSR B1913+16 (també conegut com a J1915+1606) és un púlsar en un sistema estel·lar binari, en òrbita amb un altre estel al voltant d'un centre de massa. Va ser descobert en 1974 per Russell Alan Hulse i Joseph Hooton Taylor, Jr., de la Universitat de Princeton, un descobriment pel qual van rebre el premi Nóbel de Física de 1993.
Usant l'antena d'Arecibo de 305 m. Hulse i Taylor van detectar emissions d'ones de ràdio i van identificar la font com un púlsar, és a dir un estel de neutrons altament magnetizat i amb una rotació molt ràpida. L'estrella de neutrons gira al voltant del seu eix 17 vegades per segon aproximadament; per tant, el període de pulsació és de 59 mil·lisegons.
En mesurar les pulsacions de ràdio, Hulse i Talylor van notar que hi havia una variació sistemàtica en el temps d'arribada de les pulsacions. De vegades, les pulsacions arribaven una mica abans de l'esperat; de vegades, després de l'esperat. Aquestes variacions canviaven de manera suau i repetitiva, amb un període, de 7.75 hores. Es van adonar que aquest comportament era predictible si el púlsar es trobava en un sistema estel·lar binari, amb un altre estel.
El púlsar i el seu company segueixen ambdós òrbites el·líptiques al voltant del seu centre de massa comuna. Ambdues es mouen en la seva òrbita d'acord amb les Lleis de Kepler.